# Scarus maculipinna
Scarus maculipinna là một loài cá biển thuộc chi Scarus trong họ Cá mó. Loài này được mô tả lần đầu tiên vào năm 2007.

## Từ nguyên
Từ định danh của loài được ghép bởi hai từ trong tiếng Latinh: maculi ("vệt đốm") và pinna ("vây"), hàm ý đề cập đến các đốm đen nổi bật trên vây lưng, hậu môn và gốc vây ngực của cá cái và cá con (đốm ở gốc vây ngực vẫn xuất hiện ở cá đực).

## Phạm vi phân bố và môi trường sống
Từ quần đảo Surin và quần đảo Similan (Thái Lan), S. maculipinna được ghi nhận trải dài đến quần đảo Mentawai (phía tây nam của đảo Sumatra, Indonesia).
Môi trường sống của S. maculipinna là các rạn san hô viền bờ ở độ sâu đến ít nhất là 15 m.

## Mô tả
S. maculipinna có chiều dài cơ thể tối đa được biết đến là gần 25 cm. Vây đuôi của cá đực lõm sâu hơn ở cá cái, với hai thùy dài tạo thành hình lưỡi liềm, còn cá con có đuôi cụt.
Cá cái màu nâu đỏ, nhạt dần về phía bụng. Các dải sọc trắng kéo dài từ sau mắt đến cuống đuôi. Mõm màu vàng nhạt. Một đốm lớn màu vàng bao quanh gốc vây ngực, bên trong có một đốm đen nhỏ hơn. Một đốm đen nổi bật trên vây hậu môn và vây lưng. Cá đực có màu xanh lục lam; đầu và một phần thân trước có màu nâu da cam. Trên mõm có một vệt sọc màu lục lam tách thành hai nhánh băng qua rìa trên và dưới của mắt (nhánh dưới kéo dài đến nắp mang). Vùng cằm và vùng dưới hốc mắt có màu hồng ánh vàng, có vệt xanh băng ngang. Đuôi có một dải hình lưỡi liềm màu xanh. Vây lưng và vây hậu môn có các dải màu đỏ và vàng, viền xanh lam.
Số gai vây lưng: 8–9; Số tia vây ở vây lưng: 10; Số gai vây hậu môn: 3; Số tia vây ở vây hậu môn: 9; Số tia vây ở vây ngực: 14.
S. maculipinna có nhiều điểm tương đồng với Scarus flavipectoralis, như vùng màu nâu cam ở thân trước (của S. flavipectoralis lan rộng hơn về phía sau), những vệt sọc xanh băng qua mắt và kiểu màu của vây đuôi; tuy nhiên, S. maculipinna đực lại không có vệt vàng ở thân sau như S. flavipectoralis. Cá cái của S. flavipectoralis không có đốm đen trên vây hậu môn và vây lưng. Cá cái của Scarus hypselopterus không có các dải sọc trắng và đốm vàng lớn ở gốc vây ngực, nhưng lại có đốm đen trên vây hậu môn và vây ngực như S. maculipinna, và đuôi của S. hypselopterus có màu vàng. Ba loài này được gộp thành một nhóm phức hợp loài.

### Trích dẫn
- "Scarus maculipinna, a new species of parrotfish (Perciformes, Scaridae) from the eastern Indian Ocean" (PDF). Zootaxa. Quyển 1628. 2007. tr. 59–68. {{Chú thích tạp chí}}: Đã bỏ qua tham số không rõ |authors= (trợ giúp)